# Theodor-Heuss-Brücke (Heidelberg)
Die Theodor-Heuss-Brücke (früher Friedrichsbrücke) ist eine der vier Heidelberger Straßenbrücken über den Neckar. Sie ist die zentrale Brücke im Heidelberger Zentrum und verbindet das westliche Ende der Heidelberger Altstadt am Bismarckplatz am südlichen Neckarufer mit dem am Nordufer gelegenen Stadtteil Neuenheim. Die Brücke ist verkehrstechnisch von Bedeutung, da die B 3 über sie geführt wird.

## Geschichte
Die Theodor-Heuss-Brücke in ihrer heutigen Form wurde 1992 fertiggestellt. Die Geschichte ihrer Vorgängerbauten lässt sich aber bis in das Jahr 1877 zurückverfolgen, in dem die an der gleichen Stelle stehende „Friedrichsbrücke“ eingeweiht wurde.

### Vorgängerbauten

#### Römische Zeit und Mittelalter
Im Flussabschnitt, in dem die heutige Theodor-Heuss-Brücke steht, war schon seit langen Zeiten eine Schlüsselstelle zum Überqueren des Neckars. Ca. 300 m flussabwärts des heutigen Brückenbaus befand sich eine alte Neckarfurt, die schon in vorgeschichtlicher Zeit zur Überquerung des Neckars genutzt wurde. An der gleichen Stelle errichteten die Römer im Jahr 80/90 die erste Brücke über den Neckar im Bereich von Heidelberg. Im Jahr 1217 wird im gleichen Flussabschnitt eine Fähre über den Neckar dokumentiert.

#### Gründerzeit: Friedrichsbrücke
Nach der Ausweitung der Heidelberger Kernaltstadt und einer Zunahme des täglichen Verkehrs wurde ab 1860 eine zusätzliche Brücke im Flussabschnitt zwischen Heidelberg und Bergheim geplant. Diese Brücke wurde 1877 fertiggestellt. Sie war somit die zweite Heidelberger Neckarbrücke neben der „Alten Brücke“ und wurde daher „Neue Brücke“ genannt. Eine alte Baubeschreibung gibt die Maße dieser alten Friedrichsbrücke wie folgt an: Länge 243 m. Breite 10 m. Fünf Stromöffnungen und drei Flutöffnungen von je 35 m Lichtweite.
Eine direkte Anbindung Richtung Norden bestand zu dieser Zeit jedoch zunächst nicht. Dies war erst 1890 nach der Verlängerung der Brückenstraße der Fall. Seitdem führte neben dem Fußgänger- und Fuhrwerkverkehr auch ein Gleis der OEG über die alte Friedrichsbrücke. Bereits 1905 musste die Friedrichsbrücke verbreitert werden, um dem wachsenden Verkehrsaufkommen gerecht zu werden und Platz für ein zusätzliches Straßenbahngleis zu bieten. Der Umbau wurde am 25. September 1906 zu Ehren des Großherzogs Friedrich I. von Baden als „Friedrichsbrücke“ eingeweiht.

#### Zerstörung im Zweiten Weltkrieg und Neubau
Am 29. März 1945 wurden die Friedrichsbrücke und Alte Brücke während des Rückzugs vor den Alliierten Truppen durch die Wehrmacht gesprengt. Nach Kriegsende wurde durch die Amerikanische Besatzungsmacht eine Behelfskonstruktion aus Holz errichtet („Hölzerner Friedrich“). Diese Nagelträgerkonstruktion wurde am 20. November 1945 fertiggestellt und dem Verkehr übergeben. Da aber in der Eile frisch geschlagenes statt gelagertes Holz verwendet worden war, war klar, dass mit einer begrenzten Lebensdauer gerechnet werden musste. Schon bald stellte sich ein Pilzbefall an den eingerammten Pfählen ein.
Bereits im Mai 1946 erteilte Oberbürgermeister Ernst Walz Oberbaumeister Hermann Hussong den Auftrag zur Planung eines Neubaus für die zerstörte Friedrichsbrücke an der alten Stelle. Hermann Hussong zog den Bau einer Stahlbetonbrücke der einer reinen Stahlkonstruktion vor, weil hier, „wo die mächtigen Massive des Königstuhles und des Heiligenberges einander gegenüberstehen, eine steinartige Brücke dem Landschaftsbild am besten entspricht.“ Er plante eine 24 m breite Brücke mit einer Spur für Straßenbahn und Oberleitungsbus sowie je zwei Fahrspuren und Gehwegen. Statt einer Bogenbrücke bevorzugte er eine Balkenbrücke, weil sie sich „besonders glücklich in die Landschaft einfügt. Sie bildet vom Unterstrom gesehen eine kraftvolle Basis für das zurückliegende Bergland; vom Oberstrom her geht sie vortrefflich mit der horizontalen Linie der Ebene zusammen.“ Die Balkenbrücke hat auch eine klare Abgrenzung zur Alten Brücke, sie ermöglicht eine breitere Durchfahrt für Schiffe und die Führung der heutigen B 37 unter der Brücke hindurch. Von April 1947 an übernahm Oberbaurat Jürgen Albrecht die Bauleitung mit Unterstützung durch Karl Kammüller von der Hochschule Karlsruhe. Die Ausführung lag bei der Firma Grün & Bilfinger. Am 17. Dezember 1949 wurde dann die neue Brücke dem Verkehr übergeben und trug immer noch den alten Namen „Friedrichsbrücke“.
1964 erfolgte ein Gemeinderatsbeschluss zur Umbenennung nach dem gerade verstorbenen Altbundespräsidenten Theodor Heuss, der bei der Einweihung der „Friedrichsbrücke“ 1949 zu Gast gewesen war.
In den 1980er Jahren erzwangen zunehmender Verkehr und erste Bauschäden Pläne für die nächste Verbreiterung und Sanierung. Nach dem Baubeginn 1990 wurden die Arbeiten dann 1992 abgeschlossen und die Brücke in ihrer heutigen Form dem Verkehr übergeben.